# Пешехонов, Владимир Григорьевич
Влади́мир Григо́рьевич Пешехо́нов (род. 14 июня 1934, Ленинград) — профессор, доктор технических наук, академик РАН (2000), лауреат Ленинской премии и Государственной премии Российской Федерации, директор ЦНИИ «Электроприбор». Герой Труда Российской Федерации (2018).

## Биография
Окончил Ленинградский политехнический институт имени М. И. Калинина.
С 1958 года работал в «Электроприборе», пройдя путь от инженера до директора предприятия (должность директора занял в 1991 году).
Является специалистом по разработке навигационного оборудования. Под его руководством созданы навигационные комплексы, которыми оснащаются крупные надводные суда и подводные лодки военно-морского флота Российской Федерации.
С 1991 года — заведующий кафедрой информационно-навигационных систем (до 2004 года — кафедра процессов и приборов управления) Санкт-Петербургского государственного университета информационных технологий, механики и оптики.
С 1995 года занимает пост президента Академии навигации и управления движением.
С 2000 года — действительный член Российской академии наук (РАН).
С 2024 года руководит объединённым научным советом СПбО РАН по прикладным наукам и технологическому развитию промышленности.
В честь Владимира Григорьевича названа малая планета «Peshekhonov», зарегистрированная в каталоге Международного астрономического союза под номером 11444.

## Награды
- Герой Труда Российской Федерации (2018 год)[7];
- Орден «За заслуги перед Отечеством» III степени (14 декабря 2009) — за большой вклад в создание и производство специальной техники, многолетнюю добросовестную работу[8];
- Орден «За заслуги перед Отечеством» IV степени (12 июня 2004) — за большой вклад в разработку и создание специальной техники и многолетнюю добросовестную работу[9];
- Ленинская премия (1984)[3];
- Государственная премия Российской Федерации в области науки и техники (1998)[3];
- Премия Правительства Российской Федерации в области науки и техники (2005)[10][11].
- Звание «Почётный доктор СПбО РАН» (первый обладатель такого звания, 2024)[12].